# كينيث ويست
كينيث ويست هو لاعب اتحاد الرغبي فلبيني، ولد في 1988.